# Torre de Llum (monumento)
Torre de Llum (monumento), diseñado por Antoni Rosselló y situado en la calle Vía Julia del distrito de Nou Barris, en Barcelona. El faro hace de eje de unión de cuatro barrios: Trinidad Nueva, Roquetas, Verdún y Prosperidad. El también llamado popularmente "pirulí", "la xeringa" o "monument al ionqui" (la jeringa - monumento al yonqui), es un monumento monolítico que pretendía funcionar como un faro urbano, pero que como faro no ha funcionado nunca. Consta de una base metálica de hierro colado, coronado por una estructura por la que traspasa la luz.
- Datos: Q5659631